# Mike Rounds
Marion Michael Rounds, também conhecido como Mike Rounds, (Huron, Dakota do Sul, 24 de outubro de 1954) foi governador do Dakota do Sul entre 2003 a 2011. É membro do Partido Republicano. Mike Rounds atualmente é Senador pelo estado de Dakota Do Sul, eleito em 2014 e reeleito em 2020.